# もっと素敵に!
もっと素敵に!（もっとすてきに!）は、テレビ東京系列で1993年10月4日から1994年9月30日まで1年間放送した生活情報番組。

## 出演者
- 黒田アーサー（俳優）
- 久田直子（～94年3月まで）
- 萩原宏香（同上）
- 松田朋恵（元フジテレビアナウンサー、94年4月～）
- 辻昌子（フリーアナウンサー。通販担当、現在は『ものスタ』MC兼リポーター）ほか
- 福田直代（情報メインのレポーター・レギュラー）

## スポンサーについて
- 基本的にはセゾングループを中心とした複数社提供で、この番組の終了後は土曜の昼に移り、「昼どきっ!見聞録」（司会・渡辺徹）に移行した。

| スタブアイコン | サブスタブ | この項目は、まだ閲覧者の調べものの参照としては役立たない、テレビ番組に関連した書きかけの項目です。この項目を加筆・訂正などしてくださる協力者を求めています（P:テレビ/PJ:放送または配信の番組）。 |